# Hemelrijkhof

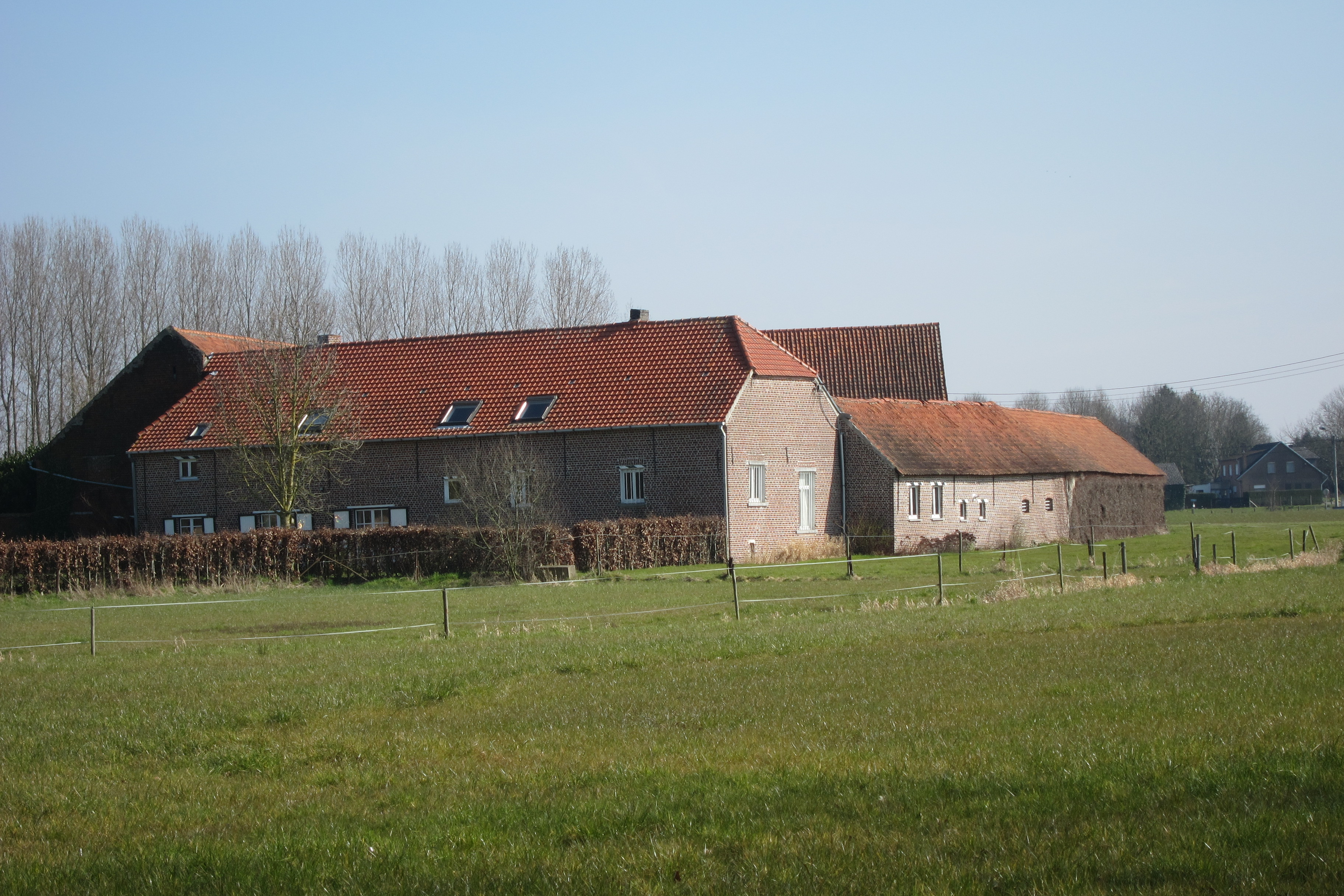
De hoeve in zijn huidige vorm.

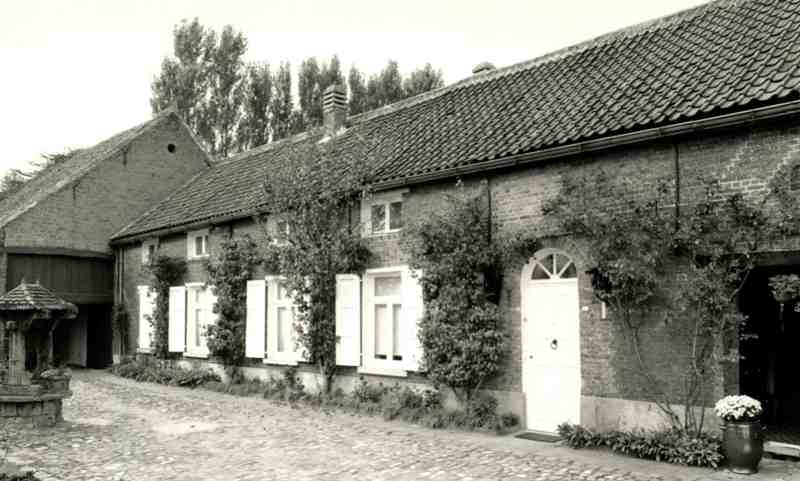
De Robbroekhoeve, foto uit de 20e eeuw.

Het Robbroek- of Hemelrijkhof is een gesloten hoeve gelegen in de Robbroekstraat in Steenhuffel in de Belgische provincie Vlaams-Brabant.
Deze Brabantse vierkantshoeve met landerijen is door de gemeente Londerzeel tot beschermd gebied verklaard.

## Beschrijving
De hoeve is volledig gesloten en heeft gebouwen van baksteen onder zadeldaken (pannen), gegroepeerd rondom de geplaveide binnenplaats en daterend uit begin 19e eeuw. Het boerenhuis, met anderhalve verdieping, is voorzien van stallen van rechthoekige muuropeningen en beluikte benedenvensters. De ruime langsschuur dateert uit de 19e eeuw alhoewel deze werd samengesteld uit oudere, hergebruikte stukken.

## Geschiedenis
Hoewel de huidige hoeve dateert uit begin 19e eeuw, is er toch sprake van enige voorgeschiedenis. De hoeve zou vernoemd zijn naar het hof van het riddergeslacht de Robbroc of van Robbroek. Echter is onduidelijk waar het hof zich bevond. In 1239 werd het toenmalige hof verkocht door ridders Willem van Robbroek en Eggeric van Robbroek, aan de abdij van Affligem die er tot 1699 tienden hief.